# Paràbola dels treballadors de la vinya
La paràbola dels treballadors de la vinya és una història narrada per Jesús a l'evangeli segons Mateu (Mt 20:1-15).

## Argument
Un home va llogar els serveis d'uns treballadors per a la seva vinya a canvi d'un denari. Després de tres hores, en va llogar uns altres, dient que rebrien una paga justa i el mateix va anar fent al llarg del dia. Quan va acabar la jornada, els va convocar i els va donar a cadascú un denari.
Els qui havien treballat tot el dia van protestar, dient que no era just que els que només havien treballat una hora rebessin el mateix però l'amo els va dir que ells havien rebut els diners acordats.

## Anàlisi
La història té molts paralel·lismes amb la paràbola del fill pròdig, on el germà gran també es queixa del tracte rebut per qui ha marxat en comptes de romandre fidel. El missatge és el mateix: tothom qui se salva (la vinya és una al·legoria del cel), rep la mateixa recompensa (Déu), independentment del moment en què decideixin triar el bon camí.
A més a més critica l'enveja, ja que si els treballadors de la primera hora han rebut allò pactat, no tenen dret a queixar-se pels altres, cadascú ha d'ocupar-se del seu jornal (vida). Un altre missatge és que la justícia divina excedeix la humana, perquè la seva misericòrdia va més enllà de les mires estretes dels homes.